# Emmie Lucassen-Reijnders
Emmie Helena Lucassen-Reijnders (Engels: Reynders, Vught, 25 februari 1935 – 27 januari 2023) was een Nederlandse chemicus gespecialiseerd in colloïdchemie en tevens theoretisch fysicus. Ze werkte zowel in de academische wereld als in de industrie.
Zij was een pionier op het gebied van oppervlakte thermodynamica en visco-elasticiteit op grensvlakken van olie en water.

## Biografie
De moeder van Lucassen-Reijnders, Rens Remmers, was leerkracht op een lagere school en haar vader, Piet Reijnders, was wiskundeleraar op een HTS. Ze ontmoetten elkaar in Zaandam tijdens de Eerste Wereldoorlog. Haar middelbare school doorliep ze in 's-Hertogenbosch bij het gemeentelijk gymnasium, waar ze een klas oversloeg. Hoewel haar vader graag wilde dat ze rechten ging studeren, begon ze in 1952 begon ze met een studie scheikunde aan de Universiteit Utrecht. In 1959 studeerde ze af, met specialisatie colloïdchemie en theoretische natuurkunde. Na haar studie ging ze werken bij de groep Fysische Chemie van Unilever in Vlaardingen, onder leiding van Max van den Tempel. Deze moedigde haar aan om te promoveren. In 1962 promoveerde zij aan de Universiteit Utrecht op het proefschrift Stabilization of water in oil emulsions by solid particles (De stabilisatie van water in olie-emulsies door vaste deeltjes), een onderzoek naar Pickering emulsies. Haar promotor was Theodoor Overbeek. Haar onderzoeksresultaten bij Unilever zijn in 2023 nog steeds relevant.

## Onderzoek en carrière
Hoewel ze geacht werd te stoppen met werken nadat haar kinderen geboren werden, werkte ze gewoon door. In haar eerste onderzoek keek zij naar de invloed van vetkristallen op de stabiliteit van water in emulsies met olie. Daarna deed ze onderzoek naar oppervlakte-actieve stoffen.
In 1964 verbleef ze een jaar in de Verenigde Staten voor een sabbatical en werkte ze aan de Iowa State University bij Robert S. Hansen.
In 1969 verhuisde ze naar Engeland, waar ze onderzoek ging doen bij het Port Sunlight Laboratory in Merseyside, in de buurt van Liverpool naar oppervlakte-elasticiteit en viscositeit. Omdat ze daar slechts de helft van het salaris van haar man zou krijgen weigerde ze de aanstelling en werkte in haar eigen tijd. Haar publicaties vermelden dan ook haar thuisadres, 6 Kingsway, Heswall, UK en niet de naam van het laboratorium of Unilever. Ze bestudeerde vooral voedselemulsies. Het meest geciteerde artikel publiceerde ze samen met haar echtgenoot en handelde over de eigenschappen van capillaire golven.
In 1986 verhuisde zij op uitnodiging van Unielever weer terug naar Nederland en ging weer werken bij de groep Fysische Chemie van Unilever Research in Vlaardingen tot haar pensionering in 1997. Lucassen-Reijnders bleef ook na haar pensionering actief, begeleidde promovendi en bleef publiceren. In 2000 - zij woonde toen in Oegstgeest - was ze nog copromotor van J. Benjamins bij het proefschrift Static and Dynamic properties of proteins adsorbed at liquid interfaces.
Een groot deel van het levenswerk van Lucassen-Reijnders werd erkend met een erebrief in het in haar vakgebied toonaangevende tijdschrift Advances in Colloid and Interface Science.

## Persoonlijk
Lucassen-Reijnders trouwde in 1961 met de natuurkundige Jaap Lucassen (overleden in 2016), die zij ontmoette aan de Universiteit Utrecht. Nadat zij in 1959 bij Unilever was begonnen volgde haar echtgenoot twee jaar later. Samen kregen ze twee dochters. De oudste werd vlak na haar promotie geboren, de jongste werd tijdens haar werk in de VS geboren. Deze dochters gingen respectievelijk geneeskunde en biochemie studeren. Toen ze de ziekte van Alzheimer in 2009 bij zichzelf bemerkte moest ze stoppen met haar werk.
- Bibsys: 90191242
- CiNii: DA02697204
- Gemeinsame Normdatei: 1145464637
- International Standard Name Identifier: 0000 0003 9526 3948
- Library of Congress Control Number: n81000364
- Nationale bibliotheek van Australië: 36387527
- Nationale Bibliotheek van Israël: 987009748357605171
- Nederlandse Thesaurus van Auteursnamen: 074247034
- Système universitaire de documentation: 204102936
- Virtual International Authority File: 289954863